# Zuikaku
El Zuikaku (瑞鶴 grulla afortunada?) fue el segundo de la clase Shōkaku y uno de los seis portaaviones japoneses que participaron en el ataque a Pearl Harbor en 1941. De hecho, fue el último de esos seis buques en ser hundidos por los estadounidenses en la guerra (cuatro portaviones japoneses se perdieron en la Batalla de Midway y el Shōkaku en la Batalla del Mar de Filipinas).

## Concepto y diseño
Junto con su buque hermano el Shōkaku, se le consideraba técnicamente como un diseño eficaz y práctico: el diseño de estos portaaviones rápidos estaba basado en una mejora del Sōryū, con toda la experiencia adquirida de los cuatro portaaviones principales disponibles hasta entonces. Contaban con una cubierta corrida parcialmente en voladizo en ambos extremos y chimeneas laterales dobles dispuestas a estribor del mismo modo que el Kaga. Basado en la experiencia de la clase Sōryū,  contaba con una entrecubierta a popa que contenía embarcaciones auxiliares dispuesto de una manera muy práctica que les permitía ser botados rápidamente al agua mediante un ingenioso juego de raíles y grúas que sobrepasaban la borda. Otra característica típica de este buque era la ubicación adelantada del puente-isla, ocupando el final del primer tercio de la cubierta hacia proa, y no al medio en comparación con otras clases. La clase Shokaku contaba con proa recta de bulbo tipo Taylor y un sistema de timón principal y uno auxiliar más pequeño en la línea de crujía, de manera similar al aplicado en  la clase Yamato.
Su construcción se realizó en los astilleros Kawasaki en Kobe con una diferencia de 5 meses respecto del Shōkaku entre 1937 y 1938, ambos fueron botados con casi un año de diferencia.
Las diferencias con su buque hermano eran mínimas y solo se diferenciaban en la configuración artillera y detalles mínimos en el puente isla.  Al igual que otros portaviones ligeros japoneses, su cubierta de vuelo no era blindada y tenía una discreta resistencia al bombardeo en picado, su casco no estaba sobre compartimentado y carecía de bulges antitorpedo. Su planta motriz de turbinas de vapor Kampon de 160 000 CV y su perfil hidrodinámico le permitía alcanzar los 34 nudos. Su complemento normal era de 73 aviones aunque podían llegar a 85 aparatos teniendo 12 de ellos en desmontaje. Durante casi toda su carrera estuvo adscrito a la 5.ª División de Portaaviones.

## Historial de servicio

### Operación Hawái
En noviembre de 1941, fue buque insignia del almirante Chuichi Hara quien lideró la 1.ª división de portaviones reuniéndose con el grueso en la bahía de Hitokappu y el 7 de diciembre de 1941 participó con su fuerza de combate en el ataque a Pearl Harbor no perdiendo ningún aparato en dicha acción.

### Incursión en el Índico
En enero de 1942 participó  en el raid a Rabaul y la conquista de Nueva Guinea, luego fue trasladado a Truk y en febrero fue asignado a la 5ª división de portaviones. En abril de 1942, participó en la Operación MO o Incursión del Océano Índico y sus aparatos contribuyeron con 13 impactos al hundimiento del vetusto portaviones británico  Hermes y en el ataque preparatorio a la invasión de Port Moresby.

### Batalla del Mar de Coral
El 7 de mayo de 1942, en la batalla del Mar del Coral, su grupo aéreo y el Shōkaku en la búsqueda de la fuerza enemiga, descubrió y contribuyó al hundimiento del destructor USS Sims y dañó gravemente al abastecedor USS Neosho dejándolo a puertas de hundirse, el grupo aéreo perdió tres aparatos en esa acción. En ese mismo día su grupo aéreo intentó localizar la fuerza estadounidense en una acción nocturna sin conseguirlo; pero se toparon con una escuadrilla enemiga y 7 aparatos fueron derribados en una confusa acción crepuscular. Al día siguiente, su grupo aéreo localizó al  USS Yorktown dañándolo gravemente; los aviadores japoneses informaron erróneamente de su hundimiento. Su buque hermano, el Shōkaku fue gravemente dañado por bombarderos del USS Yorktown y el Zuikaku tuvo que albergar en su cubierta al grupo propio además de recibir a los aparatos sobrevivientes de su buque hermano. El Zuikaku perdió 45 aeroplanos de su grupo aéreo dejándolo sin poder ofensivo. El Zuikaku no fue dañado por encontrarse bajo un chubasco que lo ocultó de los bombarderos. El 10 de mayo, uno de sus aviones de observación localizó al averiado tanquero USS Neosho navegando a duras penas, pero las tripulaciones estaban agotadas y el ataque se canceló. El USS Neosho resultó hundido finalmente el 11 de mayo. Rumbo a Truk, escapó de dos ataques submarinos estadounidenses ocurridos el 16 y el 21 de mayo.
Las reparaciones de ambos buques hermanos y la pérdida de gran parte de sus grupos aéreos ocasionaron que no pudiesen tomar parte en la Batalla de Midway.

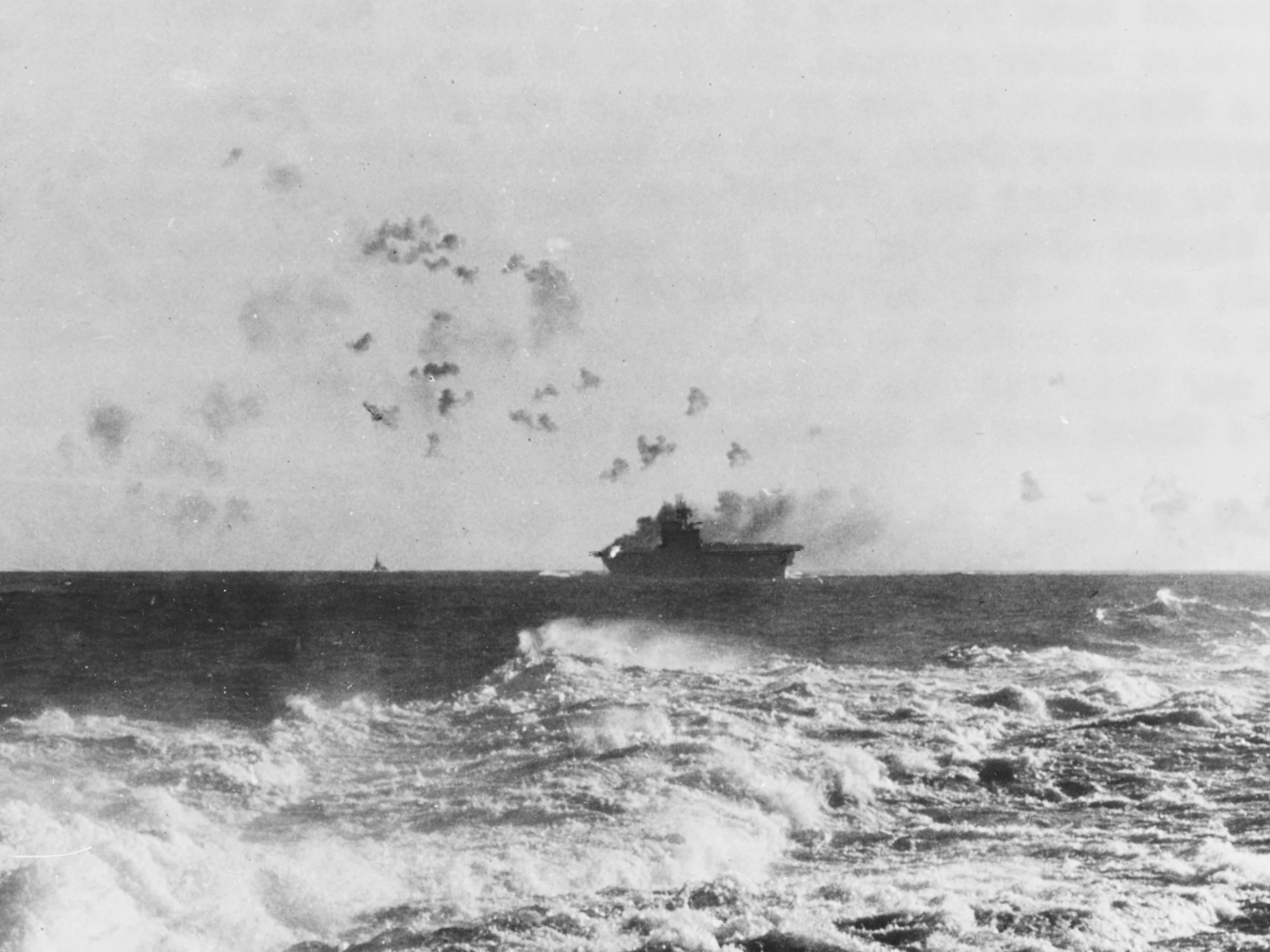
El USS Enterprise es bombardeado por aparatos del Zuikaku y Shokaku durante la Batalla de las Salomón Orientales.

Aviones japoneses (Kate) atacando al acorazado South Dakota durante la Batalla de las Islas Santa Cruz.

En agosto participó en la batalla de las Salomón Orientales uniendo su grupo aéreo al del Shōkaku siendo este último nuevamente dañado, y el portaviones ligero Ryūjō que actuó como cebo resultó hundido; a cambio los aparatos del Zuikaku y del Shokaku dañaron seriamente al USS Enterprise con 77 muertos y 91 heridos, recibiendo 3 impactos directos de bomba.

### Salomón Orientales y Santa Cruz
El 15 de octubre del 1942, su avión de observación avistó a un destructor y un remolcador enemigo trasladando una gabarra con combustible, como consecuencia de esto su grupo aéreo atacó y hundió al USS Meredith cuando se disponía a hundir al remolcador de alta mar USS Vireo, el destructor estadounidense fue hundido en 10 minutos siendo alcanzado por 14 bombas y 7 torpedos, no si antes defenderse con ferocidad y bajar a tres de sus atacantes. En la batalla de las islas Santa Cruz en octubre de ese año, contribuyó en el ataque principal al  USS Hornet, el Zuikaku fue bombardeado pero no dañado operativamente, realizó un ataque al USS Enterprise pero un fallo de coordinación entre la llegada de bombarderos en picado y los torpederos impidieron consumar su éxito, el acorazado South Dakota también fue atacado, pero gracias a su poderosa artillería antiaérea pudo derribar a la mitad de sus atacantes (32 aviones), como consecuencia de estos ataques su grupo aéreo quedó fuertemente mermado. El Shōkaku en cambio resultó desmantelado en aquella batalla y quedó inoperativo. 
En diciembre de 1942 llega para reparaciones en Yokosuka y se le refuerza su artillería antiaérea, queda en reparaciones y entrenamiento de nuevo grupo aéreo hasta febrero de 1943.  Se le incrementa su artillería antiaérea y se le dota de racks de cohetes aire-aire. En febrero de 1943 participa como cobertura en la evacuación de tropas de Guadalcanal.

### Batalla de las Marianas
El 18 de junio de 1944, el Zuikaku participó en la batalla de las islas Marianas donde su buque hermano el  Shōkaku resultó torpedeado y hundido teniendo el Zuikaku que recibir en su cubierta su grupo aéreo. Ese mismo día tiene que acomodar en su atestada cubierta al grupo aéreo sobreviviente del Taihō hundido por incendios internos.  Más tarde recibe a restos de grupo aéreo del portaviones Hiyō hundido por torpedos y explosiones internas. El 20 de junio, el Zuikaku recibe un impacto de bomba de 250 kg que le origina incendios internos y pone en real riesgo la nave, sin embargo a merced de la enconada lucha de su grupo de incendios se logra controlar la situación.  Su grupo aéreo a pesar de los complementos es fuertemente mermado en los subsecuentes combates aéreos y al final de la batalla deja al portaviones sin capacidad ofensiva.
En agosto de 1944 es reparado en dique seco en Kure, se le incrementa la artillería antiaérea y se le pinta con un camuflaje de entorno agrícola del mismo modo que el portaviones Zuihō y de uso en los nuevos portaviones de ese periodo.

### Hundimiento
Tras ser alcanzado por siete torpedos y nueve bombas, el 25 de octubre de 1944, durante la batalla de Cabo Engaño, fuertemente escorado, se trasladó la bandera del vicealmirante Ozawa al crucero ligero Ōyodo. A la tripulación sobreviviente se le ordenó subir a cubierta y abandonar el buque. Apenas 16 minutos después de iniciarse la evacuación, el portaaviones roló a babor y zozobró, llevándose a su capitán Takeo Kaizuka y otros 842 marinos con él. Los destructores Wakatsuki y Kuwa rescataron a 862 hombres.

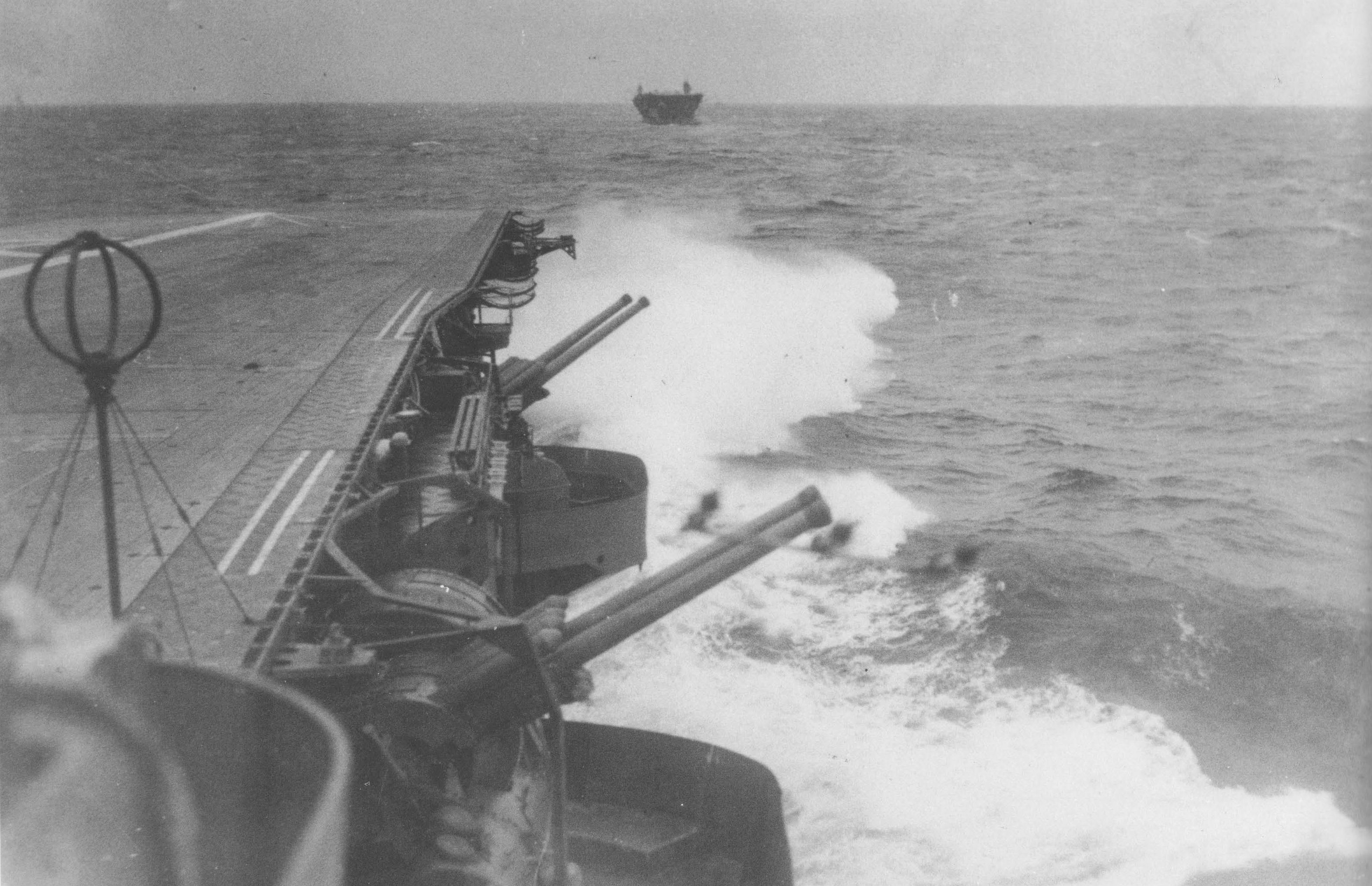
El Zuikaku y Kaga en noviembre de 1941.
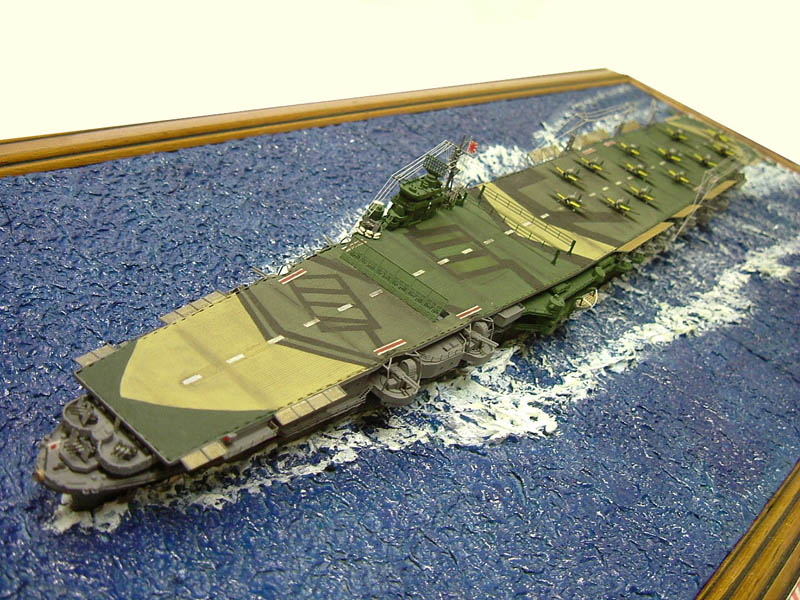
Modelo que representa el último esquema de camuflaje del Zuikaku.
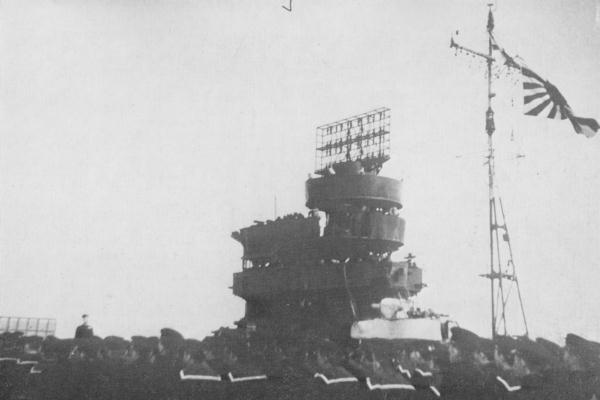
Vista desde cubierta de vuelo mostrando el radar tipo 21 y su escudo circular.
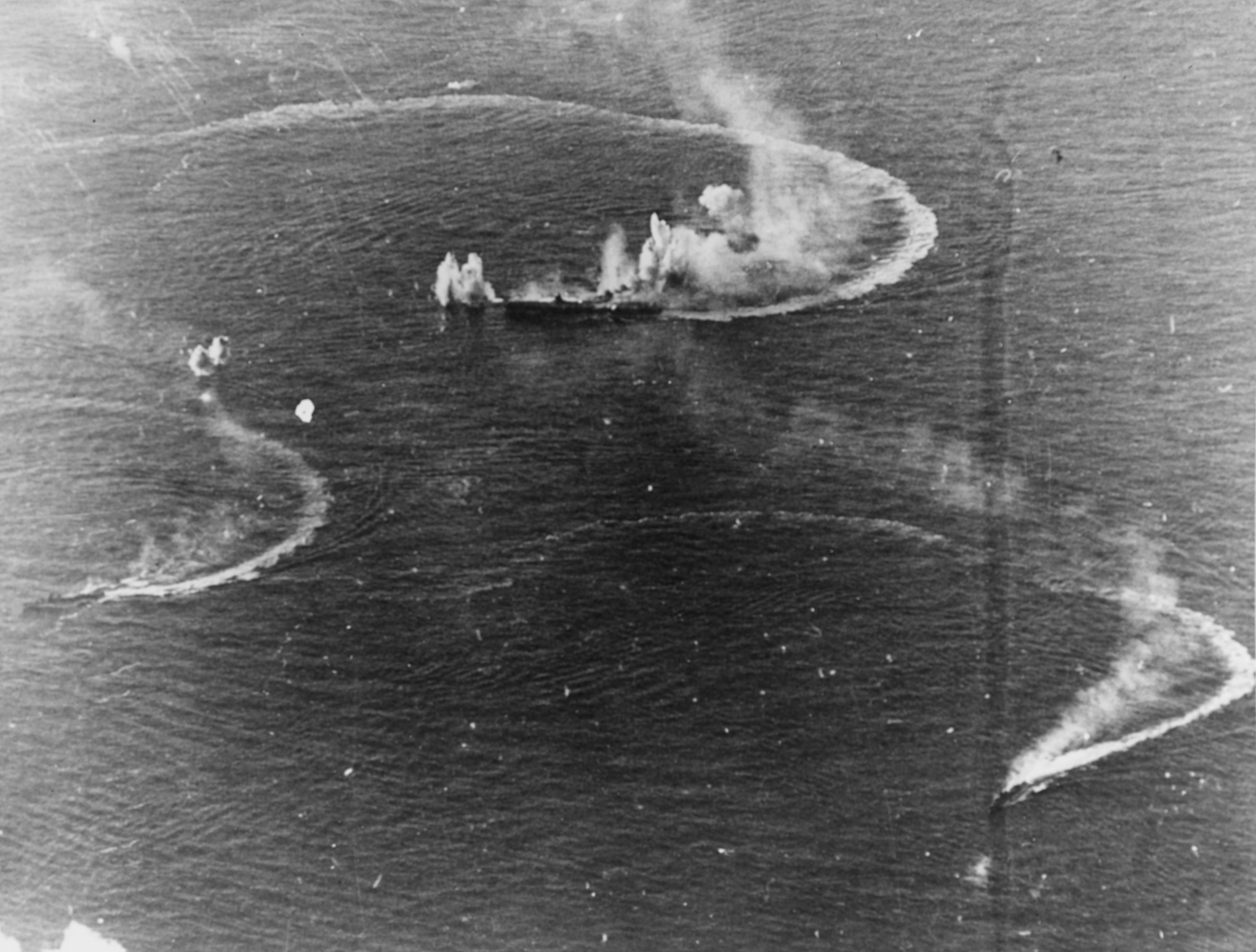
El Zuikaku bajo ataque el 20 de junio de 1944.
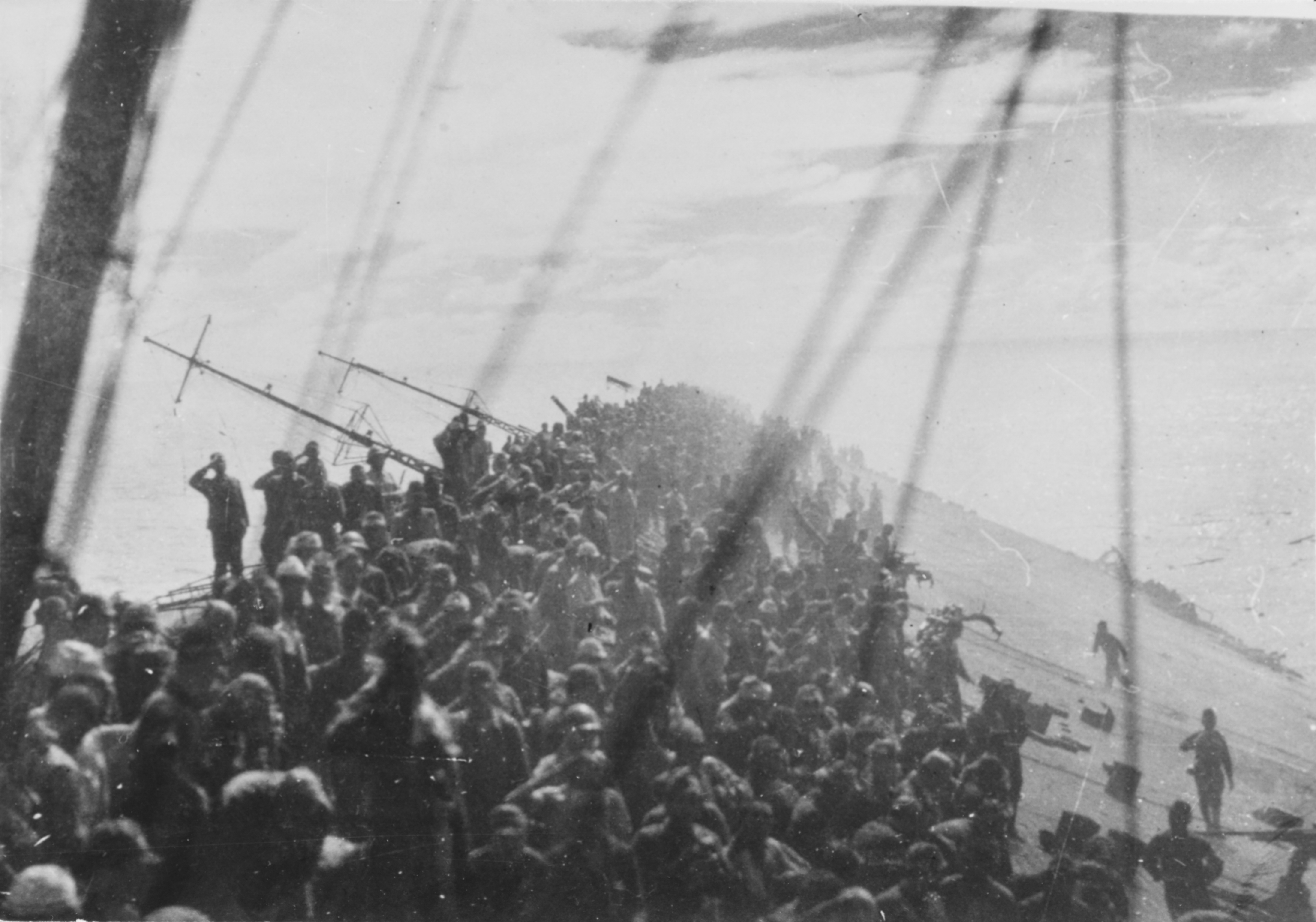
Últimos momentos del Zuikaku, la tripulación saluda sobre la cubierta inclinada mientras se arría la enseña.
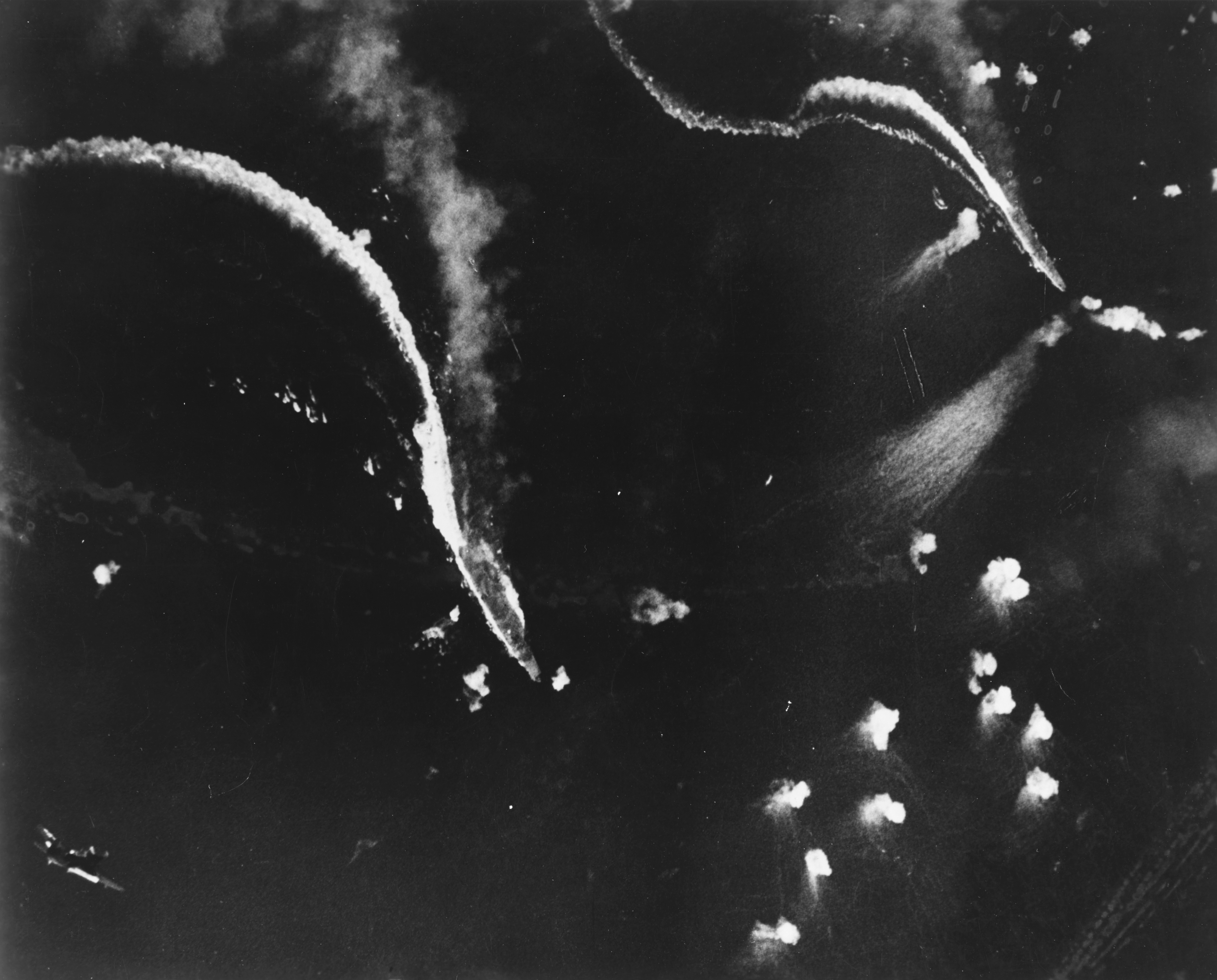
El Zuikaku (en el centro) y el Zuiho (a la derecha) bajo ataque de bombarderos en picado SB2C.
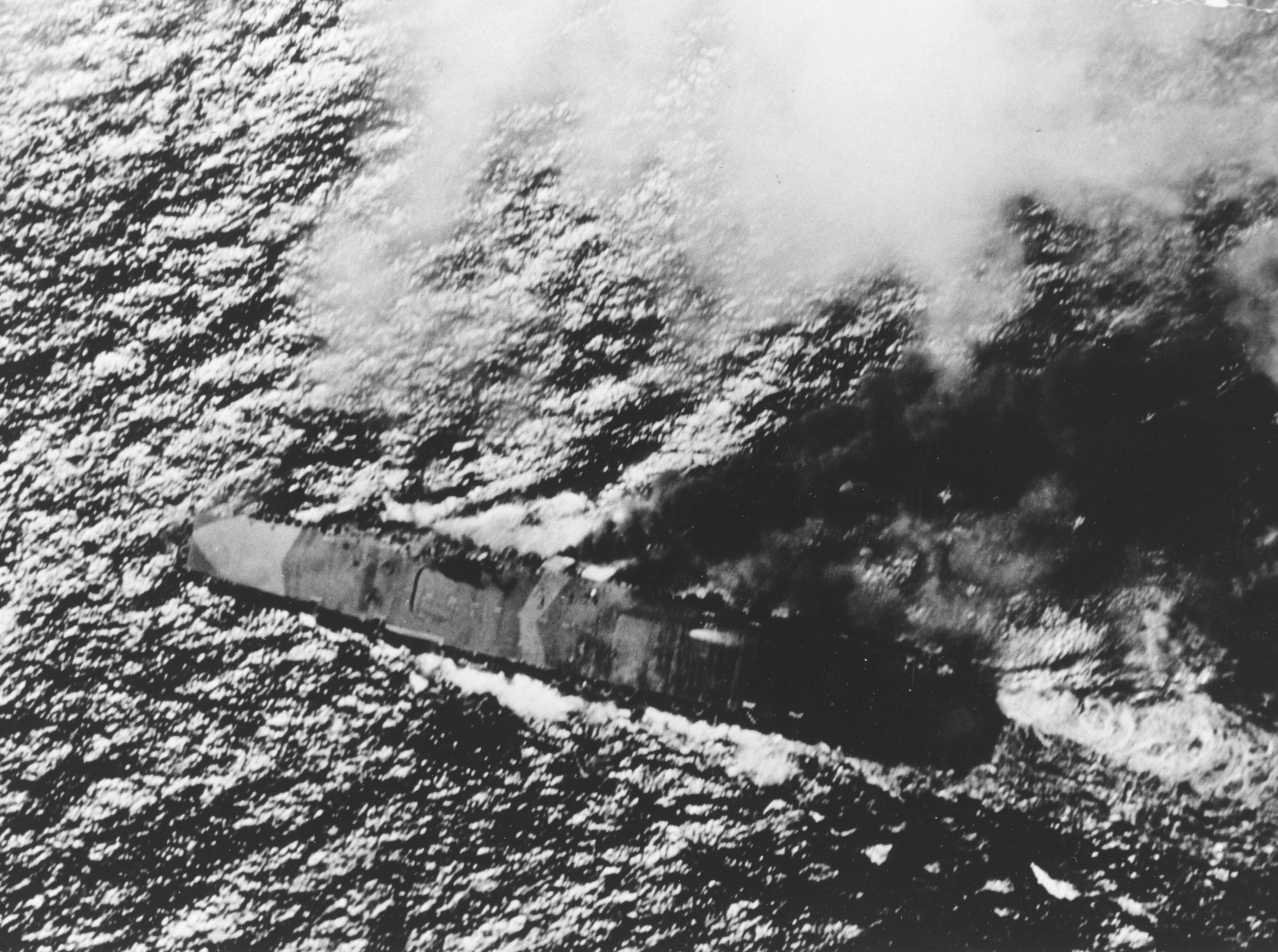
El Zuikaku bajo ataque durante la Batalla de Cabo Engaño.
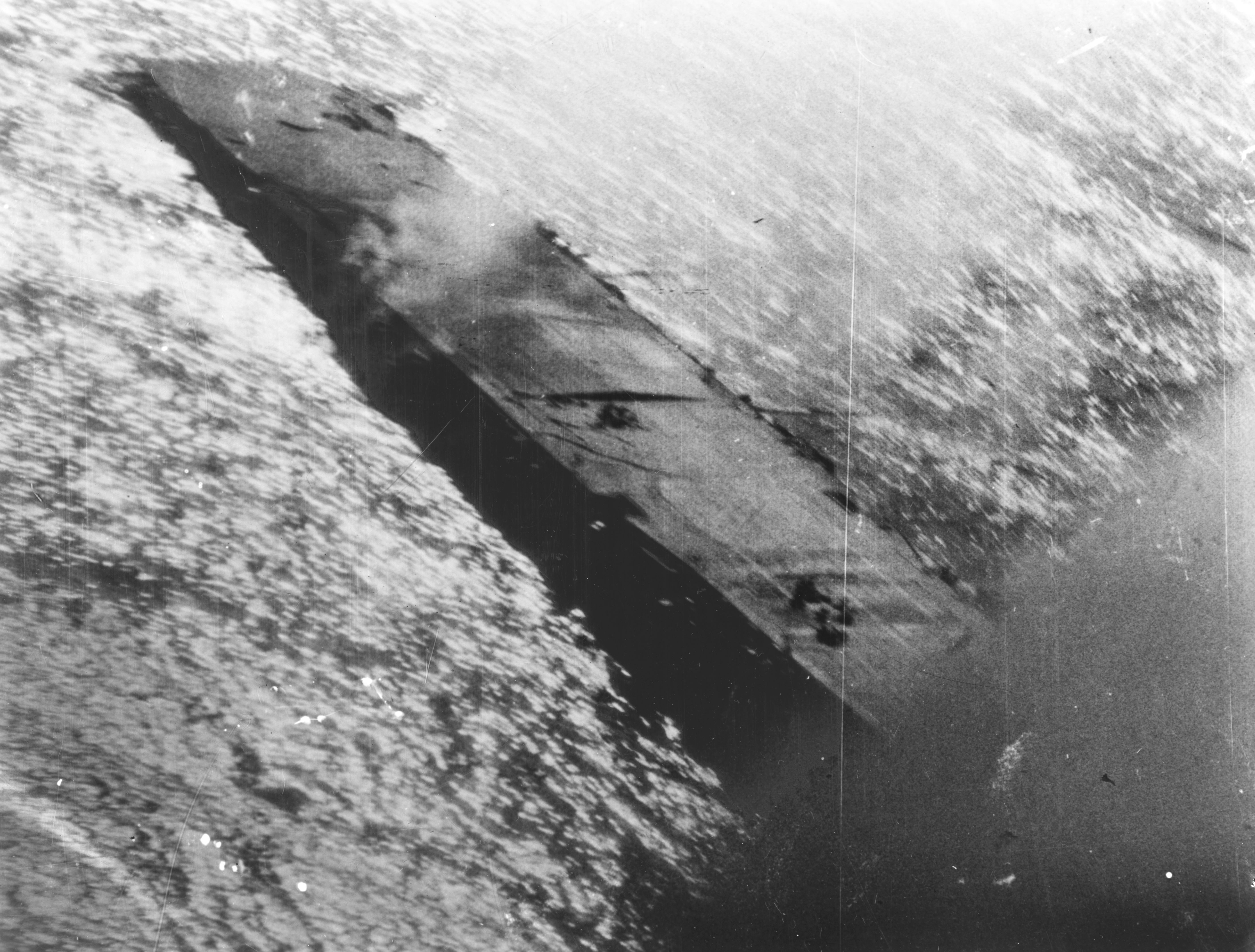
Final del Zuihō (24 de octubre de 1944)